# تروي (نيويورك)

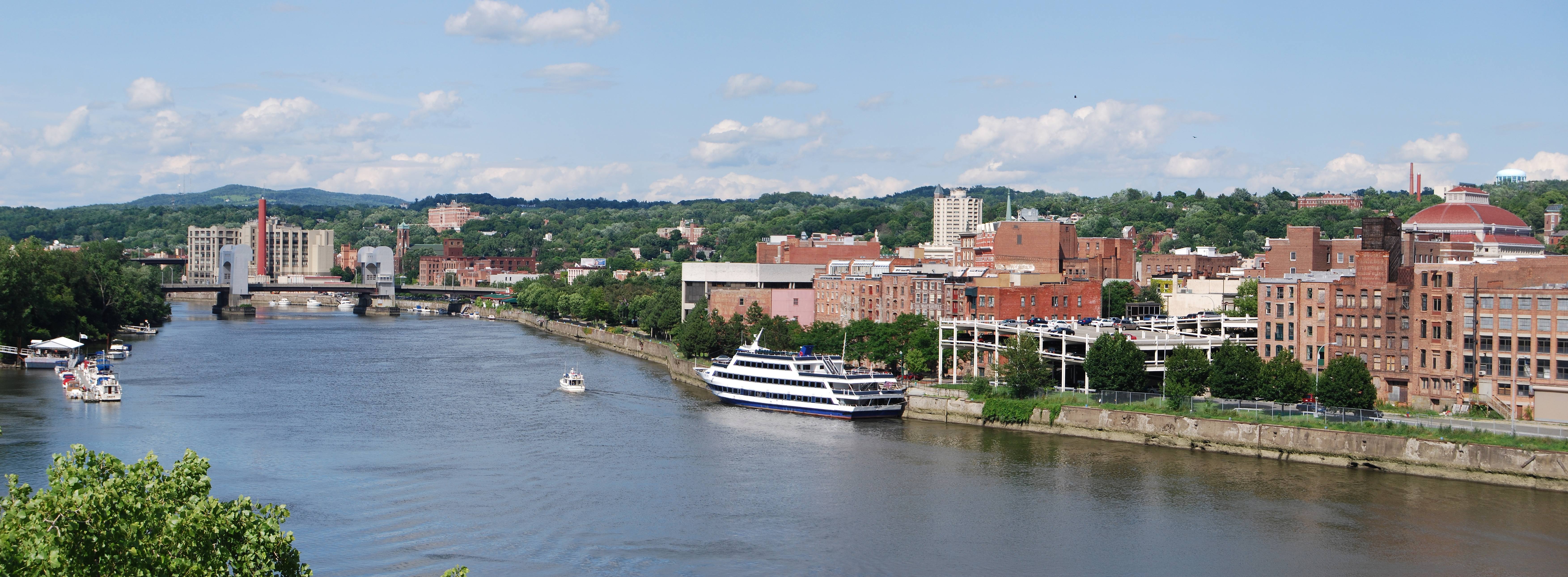
صورة ل تروي في نيويورك (التقطت الصورة من جسر مدينة كولار)

تروي (بالإنجليزية: Troy) هي مدينة في ولاية نيويورك الأمريكية. يبلغ عدد سكانها حسب تعداد سنة 2000: 49,170 نسمة. ويبلغ عددهم حسب تقدير 2007 حوالي:47,744 نسمة.

## التركيبة السكانية
حدّد مكتب تعداد الولايات المتحدة بيانات التركيبة السكانية لتروي في تعداد الولايات المتحدة. في ما يلي، التركيبة السكانية حسب تعدادي 2000 و2010.

### تعداد عام 2000
بلغ عدد سكان تروي 49,170 نسمة بحسب تعداد عام 2000، وبلغ عدد الأسر 19,996 أسرة وعدد العائلات 10,729 عائلة مقيمة في المدينة. في حين سجلت الكثافة السكانية 1,716.8 نسمة لكل كيلومتر مربع (4,446.5/ميل2). وبلغ عدد الوحدات السكنية 23,093 وحدة بمتوسط كثافة قدره 806.3 لكل كيلومتر مربع (2,088.3/ميل2).
وتوزع التركيب العرقي للمدينة بنسبة 80.22% من البيض و11.41% من الأمريكيين الأفارقة و0.28% من الأمريكيين الأصليين و3.49% من الأمريكيين ذوي الأصول الآسيوية و0.04% من سكان جزر المحيط الهادئ و2.20% من الأعراق الأخرى و2.35% من عرقين مختلطين أو أكثر و4.33% من الهسبانيون أو اللاتينيون من أي عرق.
بلغ عدد الأسر 19,996 أسرة كانت نسبة 29.3% منها لديها أطفال تحت سن الثامنة عشر تعيش معهم، وبلغت نسبة الأزواج القاطنين مع بعضهم البعض 32.6% من أصل المجموع الكلي للأسر، ونسبة 16.3% من الأسر كان لديها معيلات من الإناث دون وجود شريك، بينما كانت نسبة 4.8% من الأسر لديها معيلون من الذكور دون وجود شريكة وكانت نسبة 46.3% من غير العائلات. تألفت نسبة 36.6% من أصل جميع الأسر من عدة أفراد يعيشون في نفس المنزل ونسبة 12.6% كانت تتألف من شخص يعيش بمفرده يبلغ من العمر 65 عاماً أو أكثر. وبلغ متوسط حجم الأسرة المعيشية 2.26، أما متوسط حجم العائلات فبلغ 2.97.
بلغ العمر الوسطي للسكان 31.7 عاماً. وكانت نسبة 22% من القاطنين تحت سن الثامنة عشر، وكانت نسبة 11.8% بين الثامنة عشر والرابعة والعشرين عاماً، ونسبة 27.9% كانت واقعةً في الفئة العمرية ما بين الخامسة والعشرين والرابعة والأربعين عاماً، ونسبة 17.7% كانت ما بين الخامسة والأربعين والرابعة والستين، ونسبة 12.5% كانت ضمن فئة الخامسة والستين عاماً فما فوق. يوجد لكل 100 أنثى 94.6 ذكر، ويوجد لكل 100 أنثى في الثامنة عشر من عمرها فما فوق 91.6 ذكر.
بلغ متوسط دخل الأسرة في المدينة 29,844 دولارًا، أما متوسط دخل العائلة فبلغ 38,631 دولارًا. وكان متوسط دخل الذكور 30,495 دولارًا مقابل 25,724 دولارًا للإناث. وسجل دخل الفرد الخاص بالمدينة 16,796 دولارًا. وكانت نسبة 14.3% من العائلات ونسبة 19.1% من السكان تحت خط الفقر، وكان من هؤلاء نسبة 25.5% تحت سن الثامنة عشر ونسبة 9.5% في الخامسة والستين من العمر وما فوق.

### تعداد عام 2010
بلغ عدد سكان تروي 50,129 نسمة بحسب تعداد عام 2010، وبلغ عدد الأسر 20,505 أسرة وعدد العائلات 10,174 عائلة مقيمة في المدينة. في حين سجلت الكثافة السكانية 1,750.3 نسمة لكل كيلومتر مربع (4,533.3/ميل2). وبلغ عدد الوحدات السكنية 23,474 وحدة بمتوسط كثافة قدره 819.6 لكل كيلومتر مربع (2,122.8/ميل2).
وتوزع التركيب العرقي للمدينة بنسبة 72.92% من البيض و16.38% من الأمريكيين الأفارقة و0.33% من الأمريكيين الأصليين و3.43% من الأمريكيين ذوي الأصول الآسيوية و0.04% من سكان جزر المحيط الهادئ و2.76% من الأعراق الأخرى و4.14% من عرقين مختلطين أو أكثر و7.95% من الهسبانيون أو اللاتينيون من أي عرق.
بلغ عدد الأسر 20,505 أسرة كانت نسبة 26.2% منها لديها أطفال تحت سن الثامنة عشر تعيش معهم، وبلغت نسبة الأزواج القاطنين مع بعضهم البعض 26.2% من أصل المجموع الكلي للأسر، ونسبة 18% من الأسر كان لديها معيلات من الإناث دون وجود شريك، بينما كانت نسبة 5.4% من الأسر لديها معيلون من الذكور دون وجود شريكة وكانت نسبة 50.4% من غير العائلات. تألفت نسبة 37.1% من أصل جميع الأسر من عدة أفراد يعيشون في نفس المنزل ونسبة 11.1% كانت تتألف من شخص يعيش بمفرده يبلغ من العمر 65 عاماً أو أكثر. وبلغ متوسط حجم الأسرة المعيشية 2.22، أما متوسط حجم العائلات فبلغ 2.94.
بلغ العمر الوسطي للسكان 30.2 عاماً. وكانت نسبة 20.2% من القاطنين تحت سن الثامنة عشر، وكانت نسبة 20.8% بين الثامنة عشر والرابعة والعشرين عاماً، ونسبة 26.2% كانت واقعةً في الفئة العمرية ما بين الخامسة والعشرين والرابعة والأربعين عاماً، ونسبة 21.9% كانت ما بين الخامسة والأربعين والرابعة والستين، ونسبة 10.9% كانت ضمن فئة الخامسة والستين عاماً فما فوق. وتوزع التركيب الجنسي للسكان بنسبة 50.5% ذكور و49.5% إناث.

## أعلام
- عاموس إيتون
- مورين ستابلتون
- إيما ويلارد
- روبرت فاولر
- ديفيد هنتر
- جاي سترنر هاموند
- صموئيل ويلسون
- جو ألاسكي
- ماثيو هنتر
- فرانك إس. بلاك